# 海濱國小孔子祠
22°27′52″N 120°26′31″E / 22.464419°N 120.442013°E
海濱國小孔子祠，是位於臺灣屏東縣東港鎮豐漁里、海濱國小內的孔廟，改造自東港神社正殿。

## 沿革
1962年海濱國小創校，為以原有的東港神社擴大為校，屬於豐漁里。
1974年間，校長陳朝嶼僱工拆除東港神社拜殿、幣殿後，保留正殿，並將校園內的孔子塑像安置在主神社內，供附近民眾及師生膜拜，後民眾又請來延平郡王。據當地居民指出當時曾僱來怪手摧毀神社卻故障，校方就將校園的孔子銅像至來坐鎮，從此校、祠和平相處。1982年在地人集資在底座上建造一座祠堂，供奉孔子半身像。
蔡誌山上任校長後，欲恢復日治時場景，但無詳細照片。後來2002年藉由一名來參觀的日本演藝人員告訴友人水町史郎。水町史郎拿來三張泛黃照片到此國小，清楚呈現包括鳥居、拜殿、幣殿、正殿及拱橋等建築造景，因而復原日治時期部分神社建設。

## 祭祀
未改為孔子祠前，一次東港區漁會改選，漁民搭船到小琉球拜票後返程時翻船，死了不少漁民，因神社毗鄰漁港遂就近舉行招魂儀式，之後當地居民都認為讓此神社更加靈驗。附近民眾主動在孔子祠四周種植七里香，修健康步道，給孔子神像晨昏上香，並有金爐。附近民眾過去會燃放鞭炮的聲音影響教學，學校要求民眾配合，後情況已改善，依然保留焚燒紙錢的禮俗。曾有日本老人組團來憑弔，在台階下向孔子祠鞠躬。
每年海濱國小新生入學，高年級學生會列隊站在孔子祠兩旁，鼓掌歡迎新生入學，並向孔子像行三鞠躬禮，再由學校發給每位學童一支鉛筆，象徵學習開始。畢業生舉行畢業典禮前，也要向孔子行三鞠躬禮，表示學習告一段落。

### 釋典
蔡誌山任內認為學校內難得有座孔子祠，若再加上活動會更有意義，遂在2000年教師節依循古禮舉行祭孔典禮。該年，東港鎮舉辦有史以來第一次祭孔大典，由東港高級海事水產職業學校校長俞朝慶任糾儀官，鎮長王憲昭任正獻官。會場由東港鎮海宮南管樂團演奏古曲，東港東隆宮平安祭典中擔任內司的黃雅言擔任司儀，全場依古禮上香、進饌、背誦經文，並贈學生文房四寶，學生也紛求智慧糕，典禮從早上八時卅分開始，歷經九十分鐘完成，共有東港水產、新基高中及國中、小學生共二百餘人參加。2002年校方還派遣教師到臺北市學六佾舞，讓海濱國小學童首度表演
。
後學校受少子化影響，因此停辦三年，2015年首度改由東港海事學校的高職生表演六佾舞，由中正國中退休教師楊麗容教導，花兩周共四次集訓。次年校方把表演學生降至三、四年級，但因身高差距整體畫面不佳，因此校方考慮找其他學校一起來練習，呈現這項傳統盛事。2016年時教導主任王雅惠表示，近年受少子化影響，六佾舞所需人數就佔全校約三分之一，因此難選佾生，但學童若願意學習且能記住正確舞步，在孔廟前能獲得成就感，而家長看見更是欣慰。
2019年，校方請郵局發行首日封和紀念郵票。